# Den brutna lansen
Den brutna lansen (eng. Broken Lance) är en amerikansk westernfilm från 1954 i regi av Edward Dmytryk, med Spencer Tracy, Robert Wagner, Jean Peters och Richard Widmark i rollerna.
Filmen spelades in i färg och CinemaScope. Det är en remake av Lidelsernas hus (1949) med Phillip Yordans manus (baserat på romanen I'll Never Go Home Any More av Jerome Weidman) överfört till westernförhållanden.

## Handling
Matt Devereaux (Spencer Tracy) är en ranchägare som försökt uppfostra sina tre söner att bli starka och självständiga. På grund av detta har han haft svårt att komma nära sina tre söner från sitt första äktenskap och behandlar dem inte bättre än de vanliga anställda.
Joe (Robert Wagner) är Matts son som han fått med en indianprinsessa; Matts nuvarande fru "Señora" (Katy Jurado). Byborna kallar henne Señora på grund av respekt för Matt, inte på grund av respekt för henne. På grund av Joes bakgrund behandlas han illa av de tre helvita sönerna från Matts första äktenskap: Ben (Richard Widmark), Mike (Hugh O'Brian) och Denny (Earl Holliman).
40 kor dör på Matts mark och han upptäcker en koppargruva i området som förorenar en å han använder till sin boskapsskötsel. Han blir rasande och leder en attack mot gruvan. Gruvan ligger på Matts mark men han äger inte mineralrättigheterna. För att förhindra förödmjukelsen för Matt att sitta i inlåst i fängelse tar Joe på sig ansvaret för gruvattacken. När Joe släpps ut flera år senare upptäcker han att Ben och hans andra bröder gjort uppror mot fadern, vilket påverkade honom till den grad att han dog i en hjärtattack. Hans mor vädjar till Joe att inte söka hämnd, men hon talar för döva öron.

## Rollista

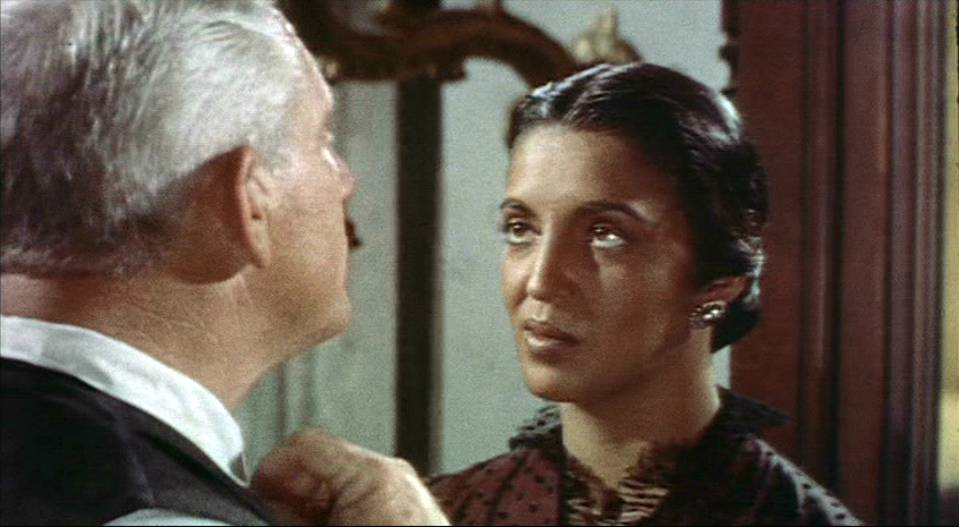
Spencer Tracy (t v) och Katy Jurado i trailern till Den brutna lansen

| Spencer Tracy    | – Matt Devereaux        |
| Robert Wagner    | – Joe Devereaux         |
| Jean Peters      | – Barbara               |
| Richard Widmark  | – Ben Devereaux         |
| Katy Jurado      | – Señora Devereaux      |
| Hugh O'Brian     | – Mike Devereaux        |
| Eduard Franz     | – Two Moons             |
| Earl Holliman    | – Denny Devereaux       |
| E.G. Marshall    | – Horace - The Governor |
| Carl Benton Reid | – Clem Lawton           |
| Philip Ober      | – Van Cleve             |
| Robert Burton    | – Mac Andrews           |

## Utmärkelser och nomineringar
Filmen vann en Oscar för Bästa berättelse för Philip Yordan. Katy Jurado nominerades för en Oscar för Bästa kvinnliga biroll. Filmen vann även en Golden Globe som Bästa film som förevisar internationell förståelse.